# Wen Yiduo
Wen Yiduo (chinois 聞一多), de son vrai nom Wen Jiahua (chinois 闻家骅), né en 1899 à Huanggang (Xishui, province de Hubei), mort en 1946 à Kunming, est un écrivain chinois.
Wen Yiduo a été professeur, spécialiste de l'histoire de la poésie. Il est mort assassiné en défenseur de la démocratie.
Ses deux recueils de poèmes, Bougie rouge (紅蠋) et Eaux stagnantes (死水) ont contribué à imposer la poésie moderne en Chine.